# Stoomtrein Katwijk Leiden

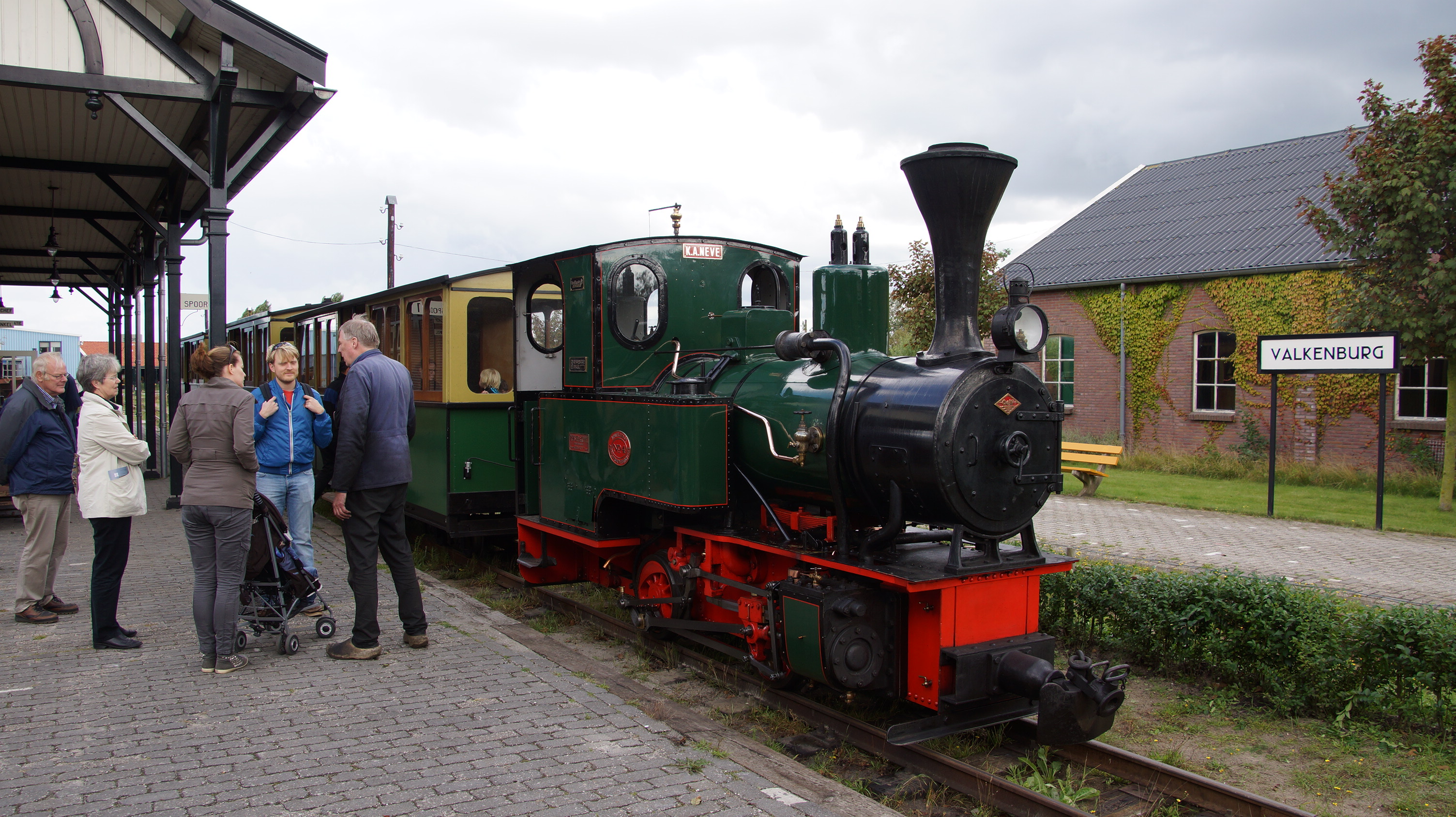
Dampfeisenbahn am Valkenburger See

Die Stoomtrein Katwijk Leiden (bis März 2015: Stoomtrein Valkenburgse Meer) ist ein Eisenbahnmuseum mit Schmalspurbahn um den Valkenburger See in Valkenburg, einem Ortsteil von Katwijk in Südholland.

## Geschichte

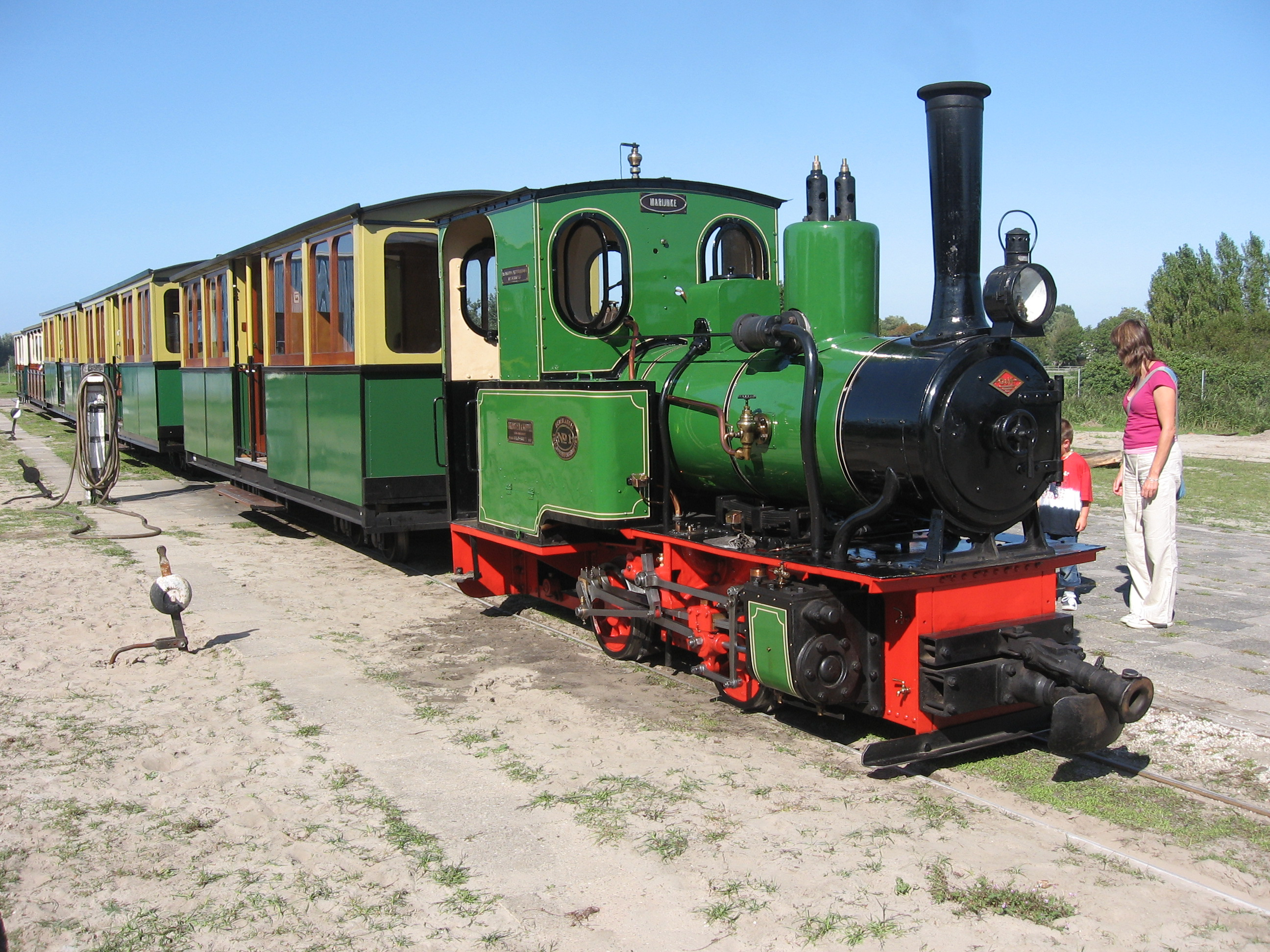
Personenzug mit Orenstein & Koppel Lok Nr. 1 Marijnke, 2006

Ab 1973 fuhr ein Dampfzug durch die Dünen von Katwijk auf einer Schmalspurbahnstrecke, die zuvor von der Leidener Dünen-Gewässer-Gesellschaft (Leidsche Duinwater Maatschappij) für den Gütertransport verwendet worden war. Die Gesellschaft erlaubte einigen Eisenbahnfans der niederländischen Schmalspurstiftung (Nederlandse Smalspoorstichting), mit einem Straßenbahnzug und einer Dampflok aus dem Anfang des 20. Jahrhunderts mit selbst gebauten Wagen von der Haltestelle im beim Dorfzentrum gelegenen Friesenweg (Vrieze Wei) durch die Dünen zu fahren.
In den späten 1980er-Jahren beschloss die Forstverwaltung im Namen des Eigentümers der Katwijker-Seedünen, dass Touristen nicht mehr zu Fuß durch die Dünen laufen durften, und widersprach auch dem Eisenbahnbetrieb wegen der Brandgefahr. Daher wurde eine neue Gesellschaft gegründet, um eine Strecke für das Rollmaterial des Schmalspurbahn-Nationalmuseums zu bauen. Im Jahr 1992 wurde die letzte Fahrt durch die Süddünen gemacht und 1993 wurde die neue Strecke rund um den Valkenburger See – entlang des ehemaligen Flugplatzes Valkenburg – in Betrieb genommen. 1995 wurde das Schmalspurbahn-Nationalmuseum eröffnet. Es enthält viele Dampf- und Diesellokomotiven sowie andere Ausstellungsstücke, die mit Schmalspurbahnen zu tun haben. Zwei Prunkstücke sind die letzten Dampflokomotiven der Gelderse Tram. Ab 2003 wurde ein Freilichtmuseum mit mehreren Lokschuppen für verschiedene Schmalspurfahrzeuge gebaut.
Am 1. April 2025 ist ein Teil des Südufer des Valkenburger Meers als Folge der Gewinnung von Sand eingestürzt. Ein großer Teil der Bahnstrecke am Südufer ist im Wasser verschwunden.

## Streckenverlauf

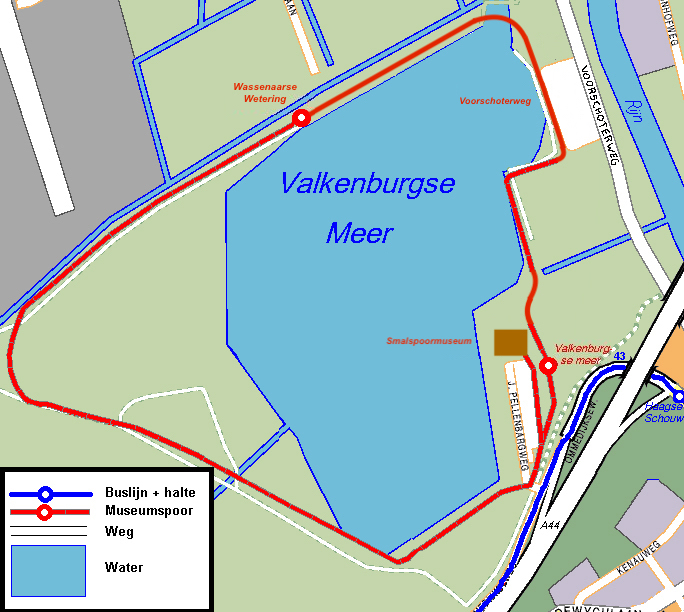
Streckenverlauf um den Valkenburger See

Die Linie mit einer Spurweite von 700 mm hat ihren Ausgangspunkt am im historischen Stil errichteten Bahnhofsgebäude neben dem modernen Museum. Von dort kann man mit von Dampf- oder Diesellokomotiven gezogenen Zügen um den See zum landschaftlich reizvoll gelegenen Wassenaarse Wetering fahren. Nach dem Rangieren zum Umsetzen der Lokomotive geht die Fahrt mit dem Zug zurück zum Bahnhof und der daneben gelegenen Remise in der Nähe des Museums. Von dort verkehren mit einer Diesellokomotive gezogene Züge zum Depot, in dem zu restaurierende Fahrzeuge besichtigt werden können. Die Strecke führte bis 2022 etwa drei Viertel um den Sees herum. Am 1. Juli 2022 wurde die Lücke geschlossen, so dass eine Rundfahrt um den See möglich ist.
Die Strecke wurde zunächst als Feldbahn mit einem Schienengewicht von 12 kg/m gebaut. Seit 2004 wurden Teile der Strecke mit schwereren Schienen mit 24 kg/m erneuert, die weniger anfällig für Wartung sind.
Im Jahr 2006 wurde mit dem Gemeinderat von Katwijk eine Vereinbarung über die Verlängerung der Schmalspurbahn in Richtung der Dünen getroffen. Dabei geht es um eine neue Strecke von mehreren Kilometern Länge, die aufgrund der Schließung des Flugplatzes möglich wurde. Allerdings wurden die Bauarbeiten zugunsten des Baus des Freilichtmuseums und der Wiederherstellung einiger Dampflokomotiven noch nicht in Angriff genommen.

## Fahrplan
Das Museum ist an Wochenenden normalerweise vom Osterwochenende bis Ende Oktober geöffnet. Der Dampfzug fährt an diesen Tagen meist um 11.00, 12.00, 13.00, 14.00 und 15.00 Uhr los. In den Schulferien und bei besonderen Veranstaltungen gibt es weitere Öffnungstage, z. B. dienstags und donnerstags. Dabei werden historische Lokomotiven mit in den 1980er-Jahren selbst gebauten Personenwagen oder Loren eingesetzt.

## Lokomotiven und Loren (Auswahl)

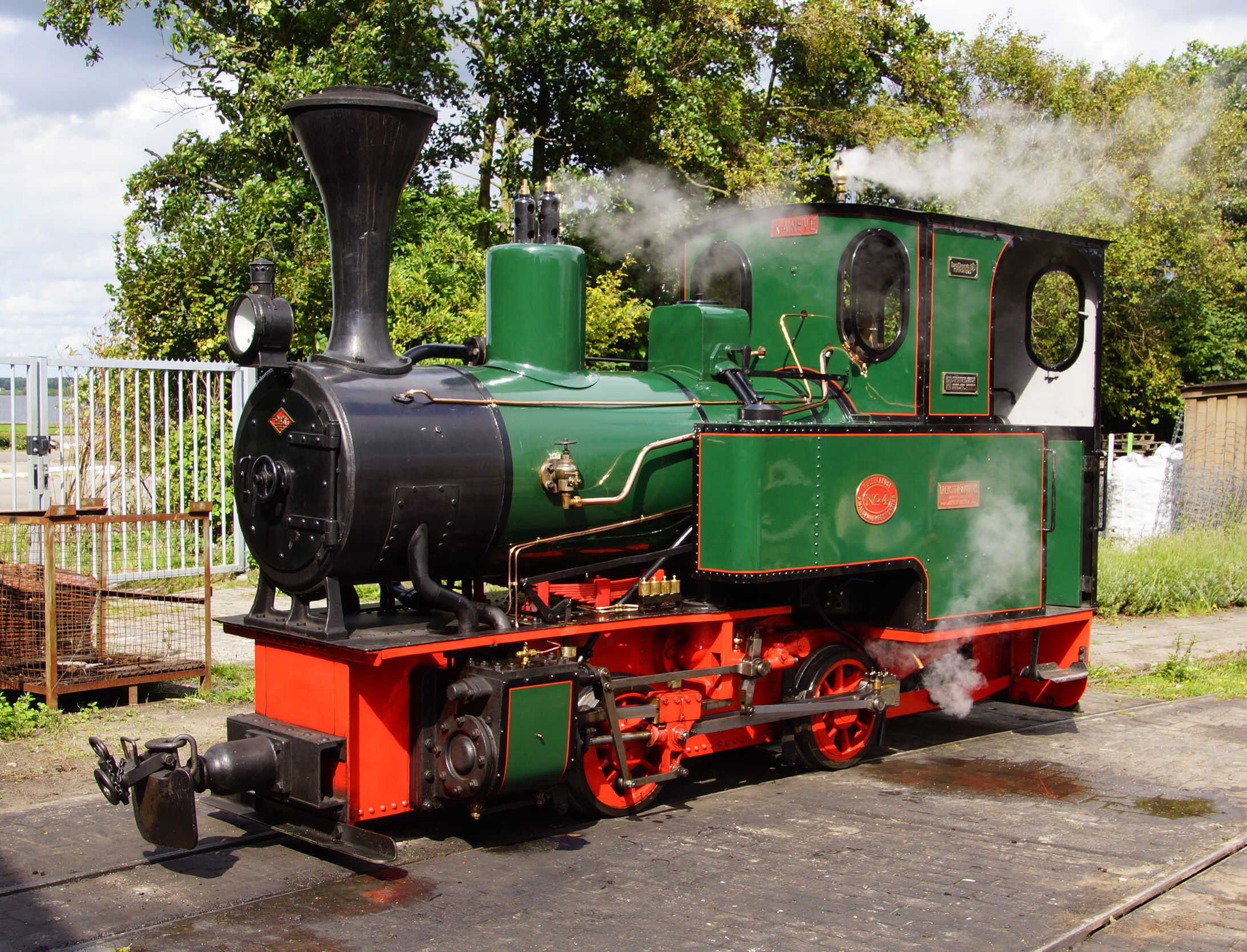
Orenstein & Koppel Dampflokomotive Nr. 12974
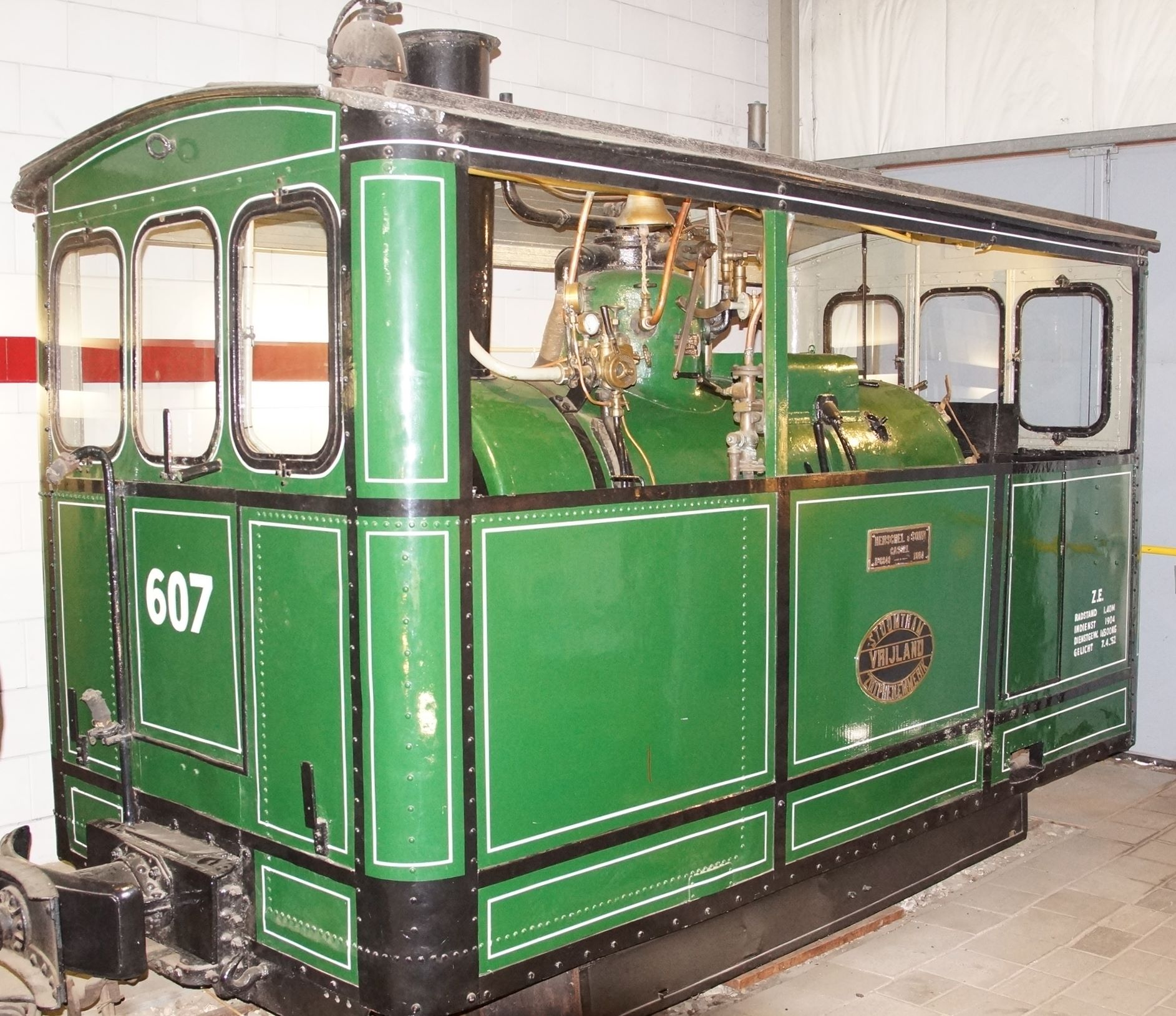
Henschel & Sohn Dampf-Straßenbahnlokomotive Nr. 6848
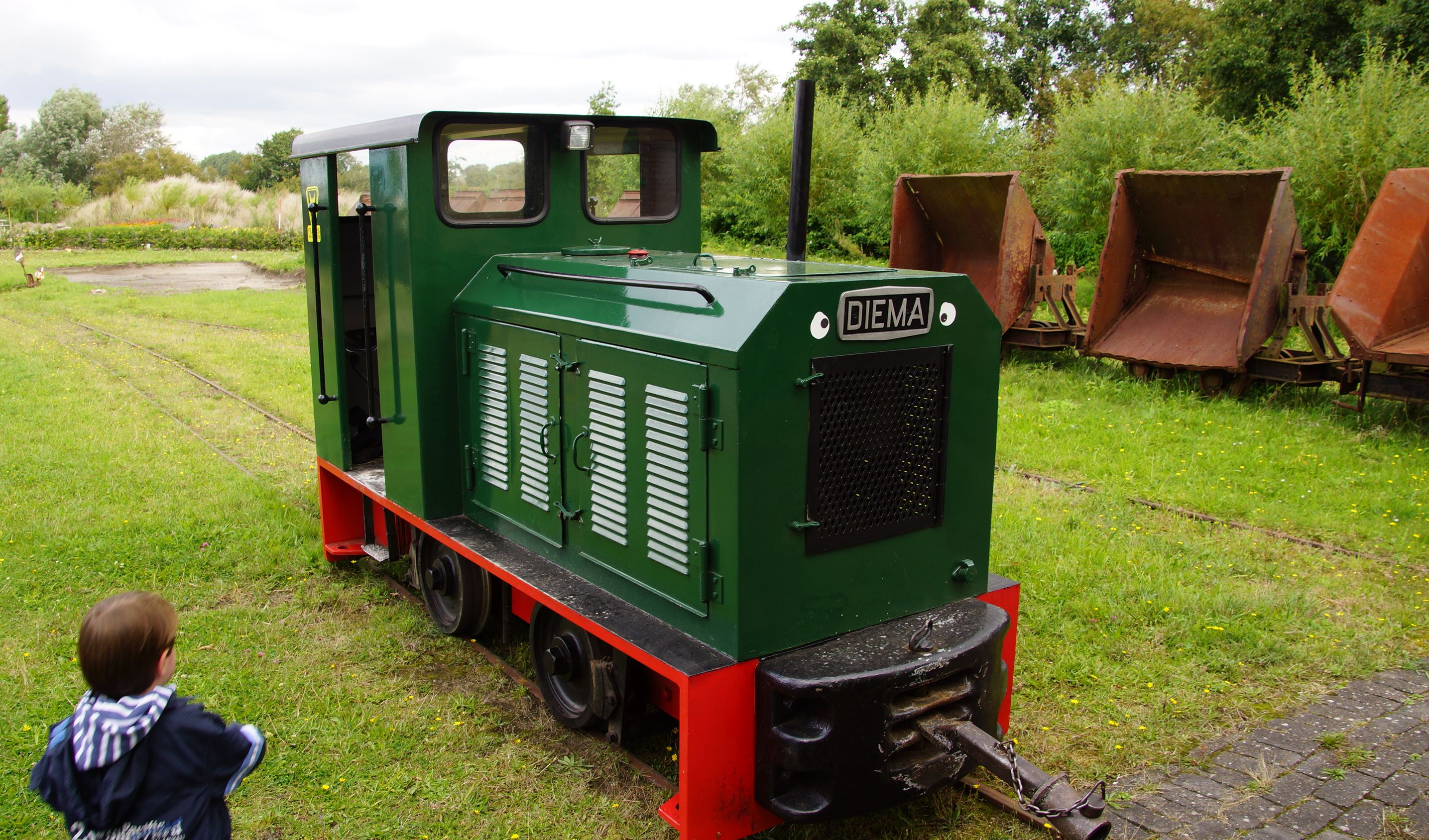
Diema Diesellokomotive Felix
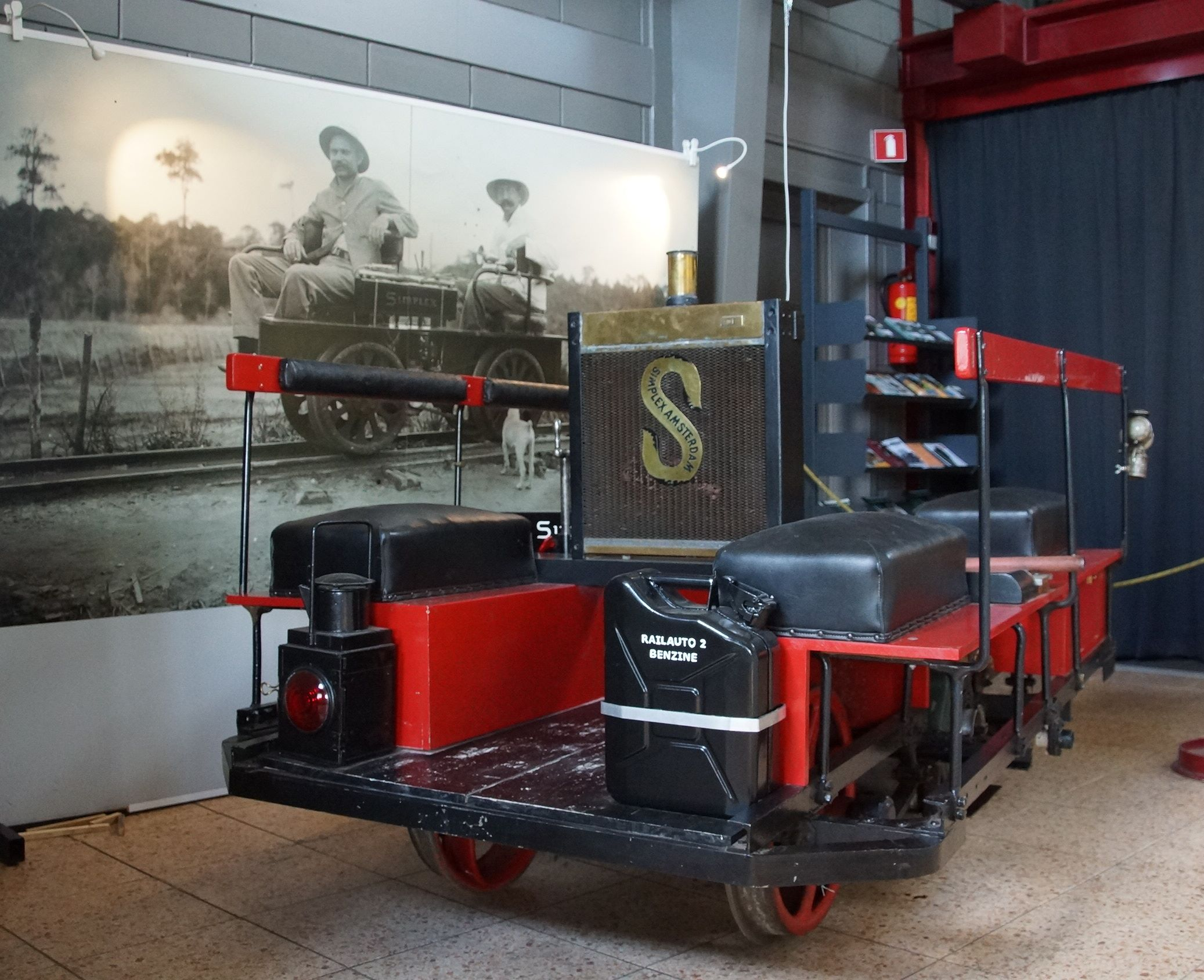
Simplex Draisine
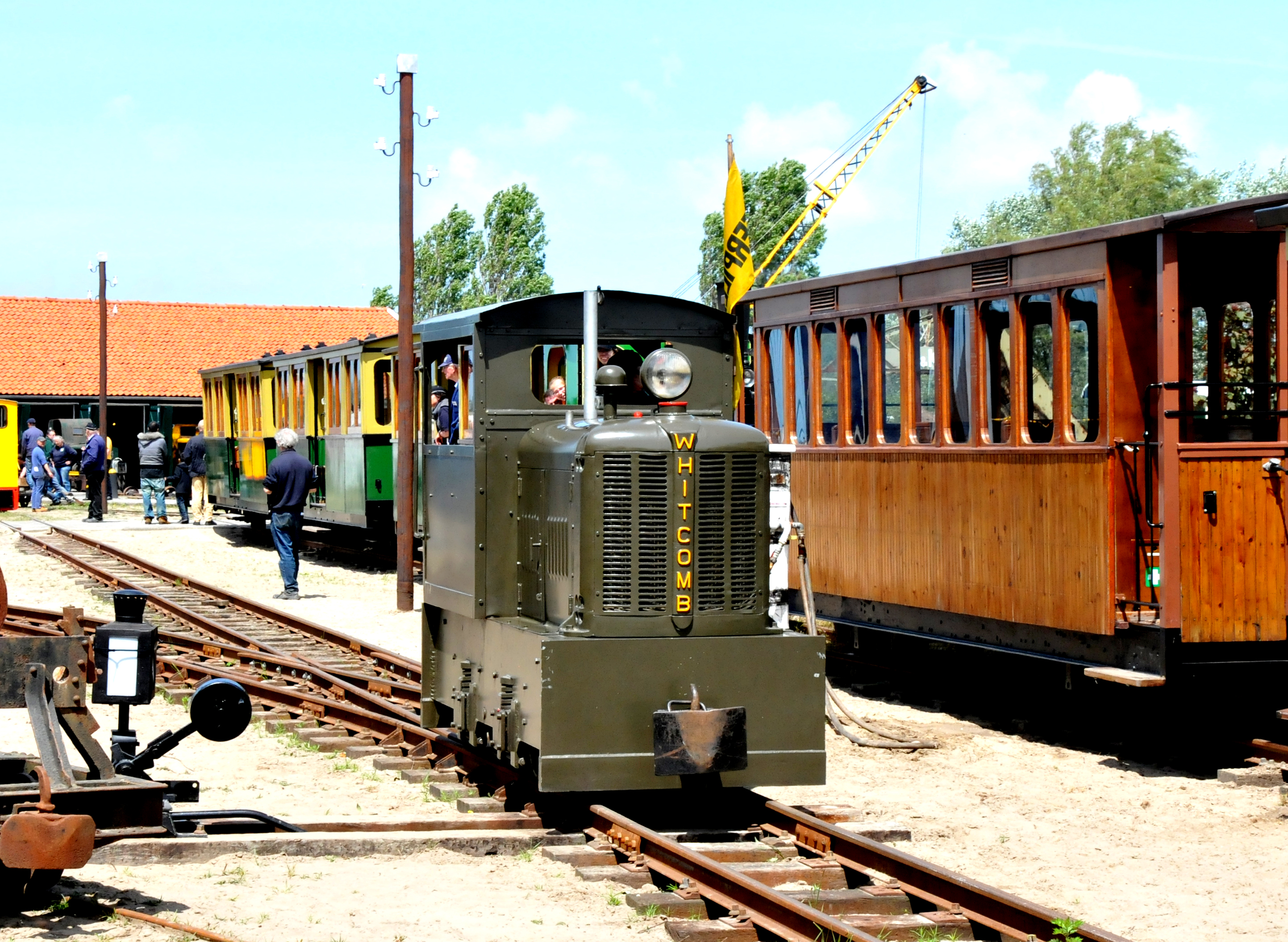
Whitcomb Diesellokomotive
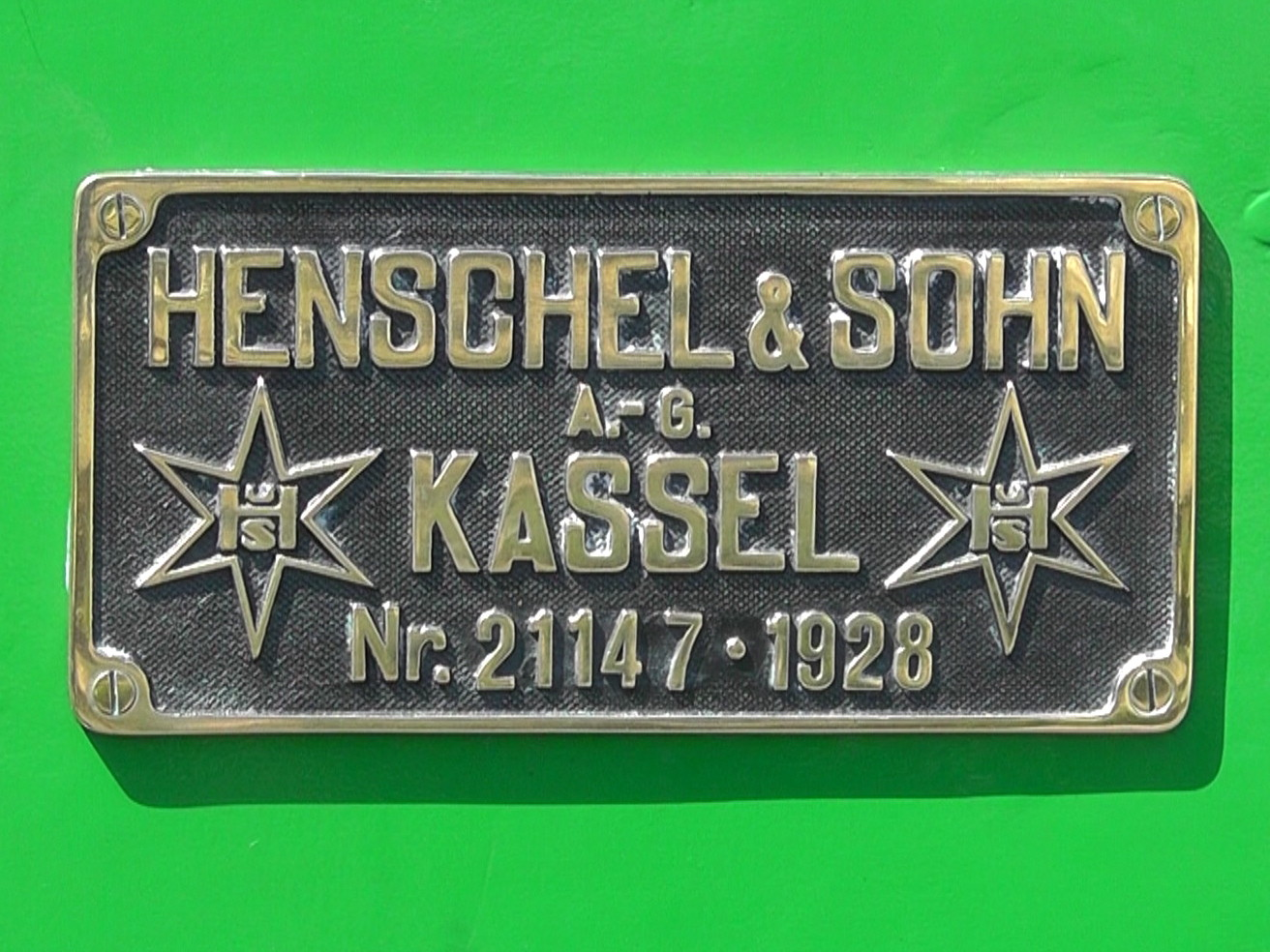
Fabrikschild an Lok Nr. 21147
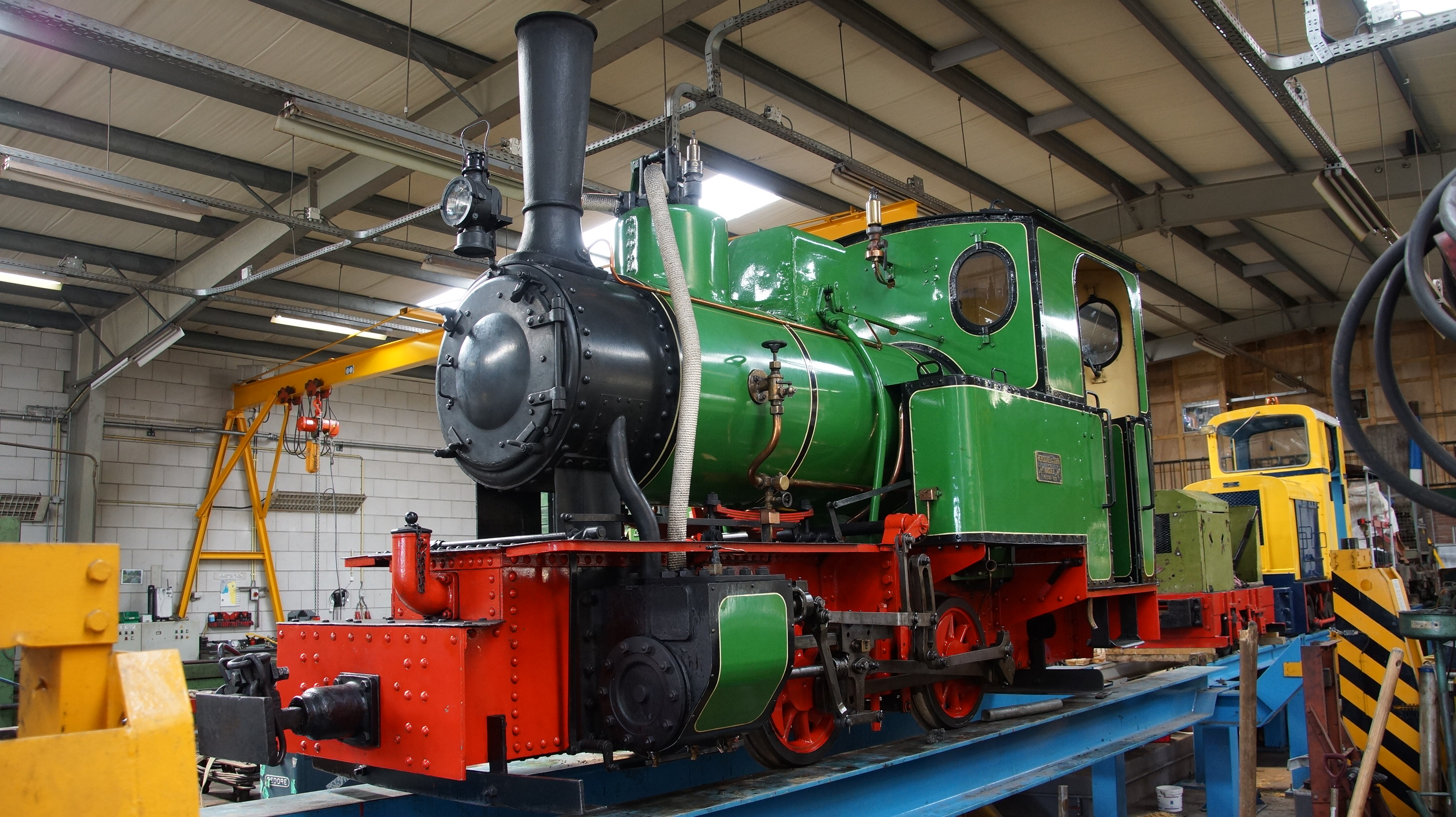
Henschel & Sohn Dampflokomotive Nr. 21147 in der Remise
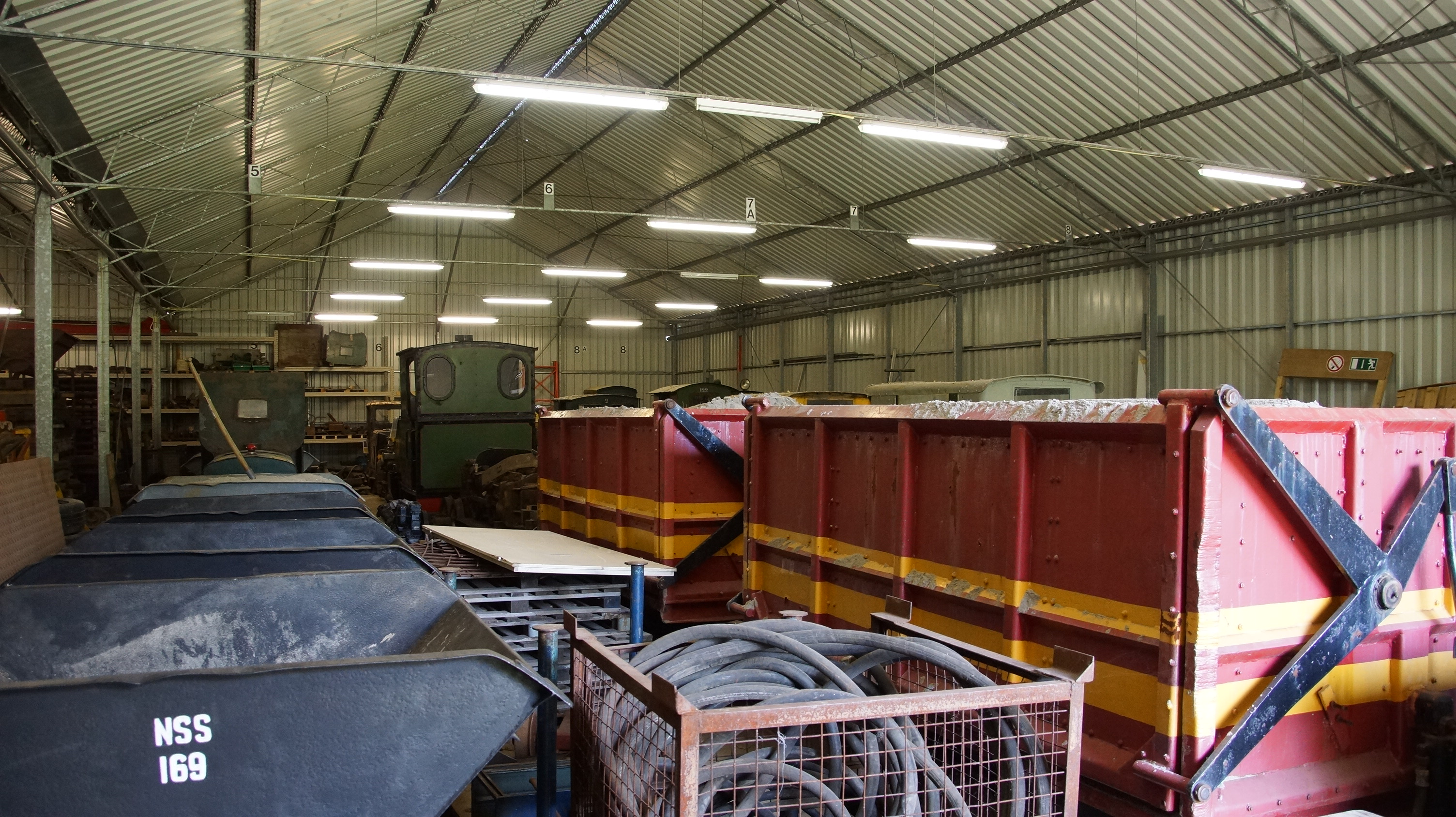
Feldbahn-Kipploren